# Erol Bilgin
Erol Bilgin est un haltérophile turc né le 20 février 1987 à Kütahya.

## Carrière
Erol Bilgin participe aux Championnats du monde d'haltérophilie 2010 qui se déroulent à Antalya en Turquie. Le Turc se classe second à l'arraché en soulevant 143 kg et cinquième à l'épaulé-jeté avec 171 kg soulevés. Ces deux résultats cumulés lui permettent de décrocher la médaille de bronze, derrière Kim Un-guk et Zhang Jie.

## Palmarès

### Championnats du monde
- Championnats du monde d'haltérophilie 2010 à Antalya
  -  Médaille de bronze en moins de 62 kg.

### Championnats d'Europe
- Championnats d'Europe d'haltérophilie 2005 à Sofia
  -  Médaille d'argent en moins de 56 kg.

- Championnats d'Europe d'haltérophilie 2007 à Strasbourg
  -  Médaille de bronze en moins de 62 kg.

- Championnats d'Europe d'haltérophilie 2008 à Lignano Sabbiadoro
  -  Médaille d'argent en moins de 62 kg.

- Championnats d'Europe d'haltérophilie 2009 à Bucarest
  -  Médaille d'or en moins de 62 kg.

- Championnats d'Europe d'haltérophilie 2010 à Minsk
  -  Médaille d'or en moins de 62 kg.